# Advokatforsikring
Advokatforsikring dækker det erstatningsansvar en advokat kan pådrage sig under udøvelse af sit erhverv. Forsikringen kan udvides med dækning for bestyrelsesansvar, underslæb, arbejdsskade, kontordriftstab samt brand-, tyveri- og vandskade for kontorinventaret.